# Glodeni (Moldavië)
Glodeni is een gemeente - met stadstitel - en de hoofdplaats van de Moldavische bestuurlijke eenheid (unitate administrativ-teritorială) Glodeni.
De gemeente telt, samen met deelgemeente Stîrcea, 11.600 inwoners (01-01-2012).

## Geboren
- Serghei Rogaciov (1977), Moldavisch voetballer